# Tepetitlán, Guerrero
Tepetitlán är en ort i Mexiko.   Den ligger i kommunen Olinalá och delstaten Guerrero, i den sydöstra delen av landet, 180 km söder om huvudstaden Mexico City. Tepetitlán ligger 1 331 meter över havet och antalet invånare är 177.
Terrängen runt Tepetitlán är lite bergig. Runt Tepetitlán är det ganska glesbefolkat, med 21 invånare per kvadratkilometer. Närmaste större samhälle är Olinalá, 13,1 km sydost om Tepetitlán. I omgivningarna runt Tepetitlán växer huvudsakligen savannskog.